# Nijbroek

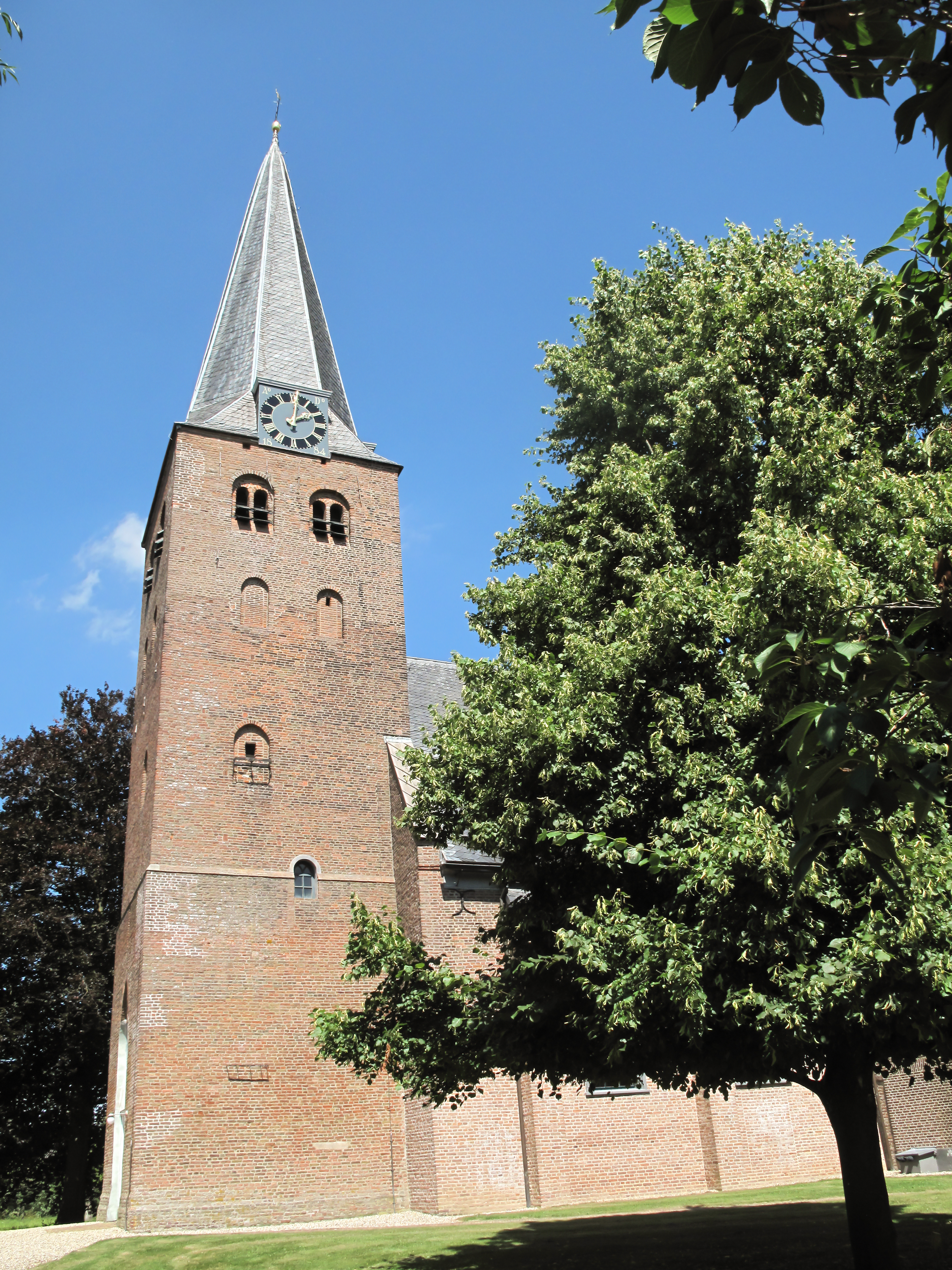
Nijbroek, église protestante

Nijbroek (prononcé en néerlandais : [nɛibruk]) est un village situé dans la commune néerlandaise de Voorst, dans la province de Gueldre. Le 1er janvier 2007, le village comptait 160 habitants.